# Sgt. Bilko
Sgt. Bilko er en amerikansk komediefilm fra 1996. Den er instrueret af Jonathan Lynn. Sergent Bilko, der spilles af Steve Martin, er en kolossalt dum sergent, der leder en lille gruppe håbløse soldater, som bruger tiden til at spille, når generalen ikke ser det. De skal testes, ellers bliver sergent Bilko sendt til Grønland. Bilko er en filmatisering af 1950'er tv-serien The Phil Silvers Show.

## Medvirkende
- Steve Martin
- Dan Aykroyd
- Phil Hartman
- Glenne Headly
- Daryl Mitchell
- Max Casella
- Eric Edwards
- Dan Ferro
- John Marshall Jones
- Brian Leckner
- John Ortiz
- Pamela Adlon
- Mitchell Whitfield
- Austin Pendleton
- Chris Rock
- Cathy Silvers
- Steve Park
- Debra Jo Rupp
- Richard Herd

## Ekstern henvisning
- Sgt. Bilko på Internet Movie Database (engelsk)
- Sgt. Bilko på Filmdatabasen
- Sgt. Bilko på Scope
- Sgt. Bilko i Svensk Filmdatabas (svensk)
- Sgt. Bilko på AlloCiné (fransk)
- Sgt. Bilko på AllMovie (engelsk)
- Sgt. Bilko hos American Film Institute (engelsk)
- Sgt. Bilko på Turner Classic Movies (engelsk)
- Sgt. Bilko på The Movie Database (engelsk)
- Sgt. Bilko på Rotten Tomatoes (engelsk)